# Pour le Mérite

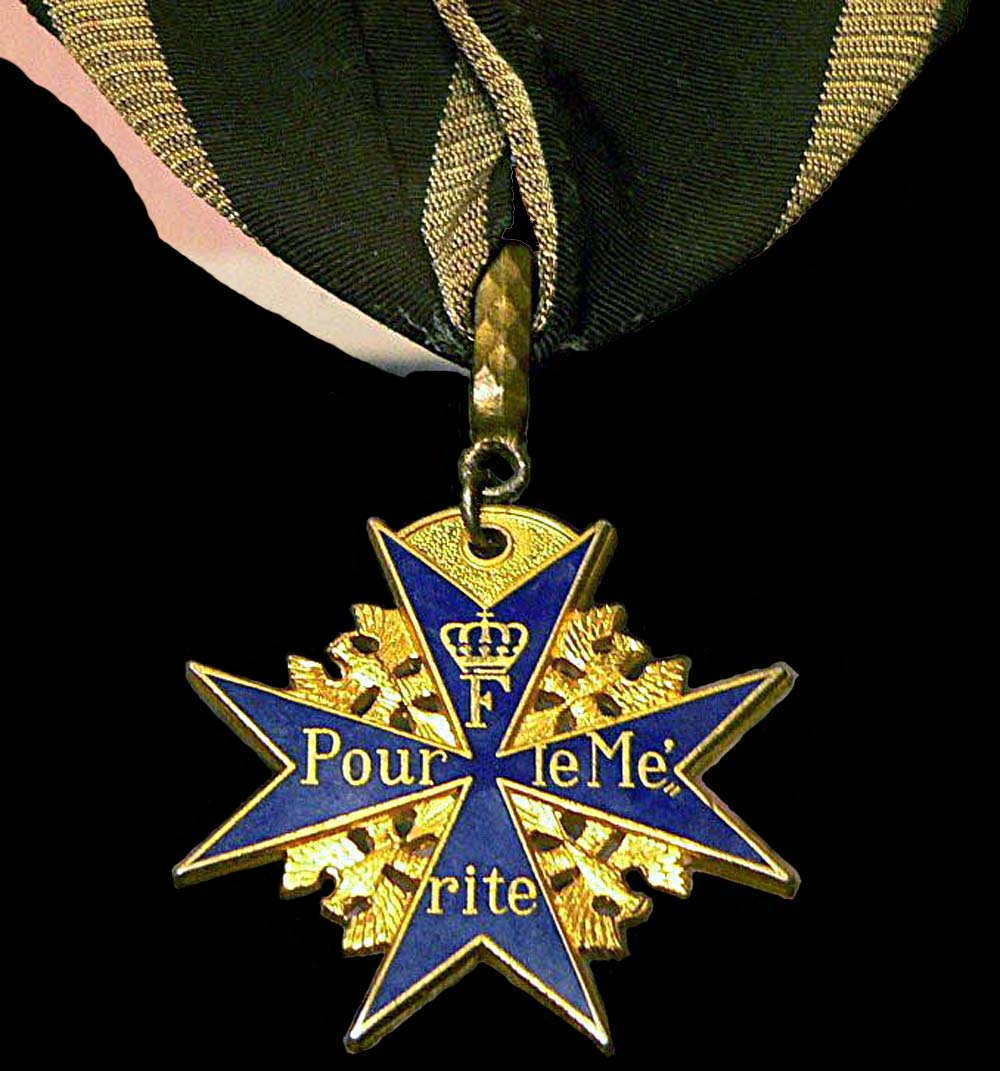

A Pour le Mérite (kiejtése [purlömerit], a francia kifejezés jelentése: a kiválóságért) a Porosz Királyság legmagasabb kitüntetése volt, amelyet csak különleges személyes teljesítményért adtak. Az 1740-ben alapított érdemrendet eleinte a katonai, majd 1842 után polgári (tudományos vagy művészi) kiváló teljesítményért adományozták, egészen 1918-ig, a királyság (illetve a császárság) megszűnéséig. A rend polgári osztályát először 1923-ban, majd 1952-ben újjászervezték, jelenleg 40 német és 40 külföldi tagja van.

## Alapítása
A Pour le Mérite-et Nagy Frigyes porosz király alapította 1740-ben. Mivel a királyi udvar (és a nemzetközi diplomácia) nyelve akkor a francia volt, a rendjel is francia elnevezést kapott. A név később, az erősödő nacionalizmus korában is megmaradt és furcsa módon a kitüntetés sok tulajdonosa a franciák elleni harcban mutatott hősiességéért kapta a rendjelet.
A rendjel egy nyakban viselendő, kék színű, zománcozott máltai kereszt, melyet négy arany sas díszít. A kereszt felső karján koronával ékesített aranyszínű F betű (Frigyes nevének kezdőbetűje), a többieken a szintén arany Pour le Mérite felirat látható. Szalagja a porosz színeknek megfelelően ezüst-fekete-ezüst.
A 18. században az érdemrendet katonai és polgári teljesítményért is odaítélhették. A korabeli felfogás alapján a Pour le Mérite nem csak egy medál vagy érem, hanem egyfajta lovagrend, melynek a kitüntetettek voltak a tagjai.

## A katonai osztály

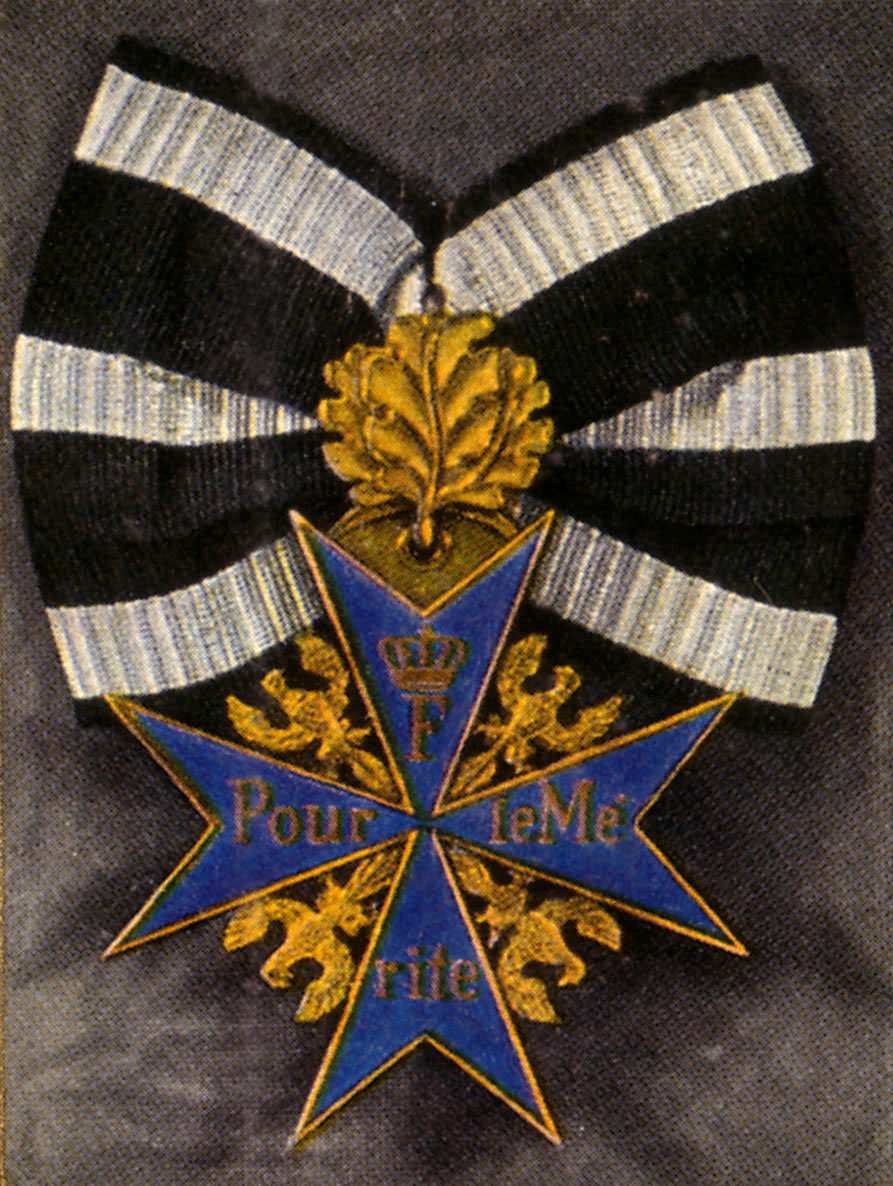
Pour le Mérite a tölgyfalombbal

1810 januárjában, a napóleoni háborúk idején III. Frigyes Vilmos úgy rendelkezett, hogy a Pour le Mérite-et azontúl csak katonatisztek kaphatják. 1813-ban a király egy újabb, tölgyfaleveles kiegészítést tett a kereszt fölé. A tölgyfaleveles Pour le Mérite-et magas rangú katonatisztek kaphatták a csatában nyújtott különleges teljesítményükért. Az eredeti szabályok szerint ez egy erőd bevétele, megvédése, vagy egy csata megnyerése lehetett, de az első világháború idején a tölgyleveles Pour le Mérite-et már inkább egy magasabb fokozatként fogták fel. 1918 elején felmerült, hogy a tölgyleveleket is adják meg az érdemrenddel már rendelkező csúcspilótának, Manfred von Richthofennek, de ő nem felelt meg a szigorú feltételeknek, ezért inkább a Vörös Sas-rend harmadik fokozatával (a Koronával és Kardokkal) tüntették ki. Ez is kivételes megtiszteltetés volt, a 3. fokozathoz legalább alezredesnek kellett lenni és az egész háború alatt mindössze kétszer adományozták a Vörös Sas ezen formáját.
1866-ban megalapították a Pour le Mérite nagykereszt fokozatát, amit azok kaptak akik tevékenysége egy hadsereg megfutamításához vagy megsemmisítéséhez vezetett. A nagykeresztet mindössze ötször adományozták: I. Vilmosnak 1866-ban, Frigyes Vilmos porosz trónörökösnek (a későbbi III. Frigyes császárnak) és Frigyes Károlynak 1873-ban, II. Sándor cárnak 1878-ban és Helmuth von Moltkénak 1879-ben.
A Pour le Mérite az első világháborúban tett szert nemzetközi ismertségre. Bár elvileg bármelyik tiszt megkaphatta, a leghíresebb kitüntetettek a háborús propagandagépezet által idealizált vadászpilóták voltak. A háború elején legalább nyolc ellenséges gép lelövése volt a feltétele a kék kereszt odaítélésének. Az ászpilóták közül elsőként Max Immelmann és Oswald Boelcke kapta meg a Pour le Mérite-et 1916. január 12-én. Állítólag Immelmannról kapta az érdemrend a Blauer Max becenevet.
A háború előrehaladtával egyre nőtt a szükséges teljesítmény, 1917 elején 16, a háború vége felé pedig már legalább 30 ellenséges repülőgépet kellett lelőni a Pour le Mérite elnyeréséhez. A vadászpilótákon kívül a légierő egyéb tisztjei, léghajóparancsnokok, bombázó- és felderítő pilóták, sőt legalább léggömbös megfigyelő is elnyerte a neves kitüntetést.
Bár a rendjel leghíresebb viselői a pilóták voltak, jellemzően mégis a főtisztek kitüntetése maradt; csak körülbelül a kitüntetettek egynegyede volt hadnagy vagy százados (vagy ennek megfelelő rangú tengerésztiszt) egyharmaduk viszont tábornok vagy tengernagy (akik nem bátorságukért, hanem kiváló vezetői képességükért kapták az elismerést).
A katonai osztály legutolsó kitüntetettje Theo Osterkamp ászpilóta volt, 1918. szeptember 2-án. Ez a fokozat II. Vilmos császár lemondásával és a Porosz Királysággal együtt 1918. november 9-én megszűnt.

### Nevezetes kitüntetettek
Porosz Királyság

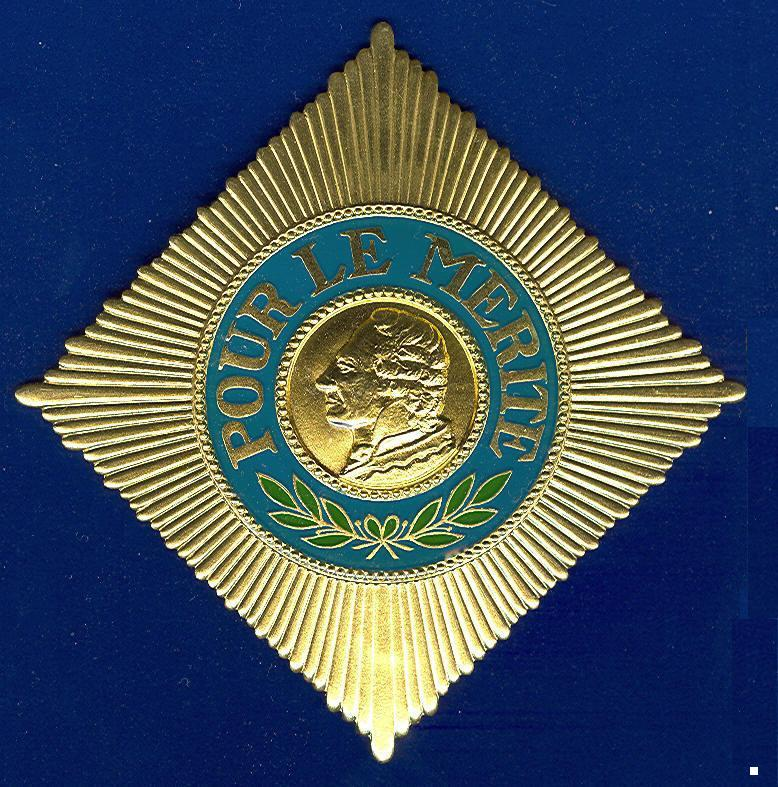
Az 1866-ban alapított nagykereszt

- III. Péter orosz cár, aki 1762-ben kapta meg a Pour le Mérite-et, miután békét kötött Poroszországgal a hétéves háborúban
- Alekszandr Szuvorov orosz tábornagy
- Gebhard von Blücher tábornagy, aki a waterlooi csatában vezette a porosz csapatokat
- Hermann von Boyen, hadügyminiszter a napóleoni háborúk idején
- August von Gneisenau, porosz tábornok a napóleoni háborúk idején
- Friedrich Wilhelm von Bülow, porosz tábornok a napóleoni háborúk idején
- Karl Wilhelm Georg von Grolman, porosz tábornok a napóleoni háborúk idején
- Gerhard von Scharnhorst, porosz tábornok a napóleoni háborúk idején
- Ludwig Yorck von Wartenburg, porosz tábornok a napóleoni háborúk idején
- Helmuth Karl Bernhard von Moltke tábornagy, az idősebb Moltke; az érdemrendet 1839-ben kapta, a tölgyleveleket 1871-ben, a nagykeresztet pedig 1879-ben. 1874-ben a polgári fokozatot is megkapta
- Leonhard von Blumenthal porosz tábornok
- Ernst von Pfuel porosz tábornok, hadügyminiszter és miniszterelnök

Német Császárság
- Otto von Bismarck porosz miniszterelnök és kancellár a német egyesítés után
- Leo von Caprivi porosz tábornok
- Alfred von Waldersee német tábornok
- Friedrich Wilhelm von Lindeiner-Wildau német tábornok

Első világháború (légierő)

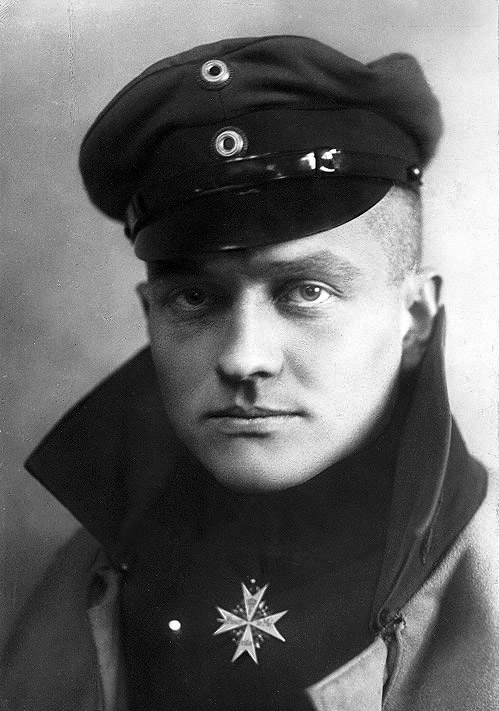
Manfred von Richthofen

- Kurt Wintgens, az első pilóta aki az új találmánnyal, a szinkronizált géppuskákkal lőtt le egy ellenfelet
- Hermann Göring ászpilóta, a Harmadik Birodalom idején a Luftwaffe vezetője
- Manfred von Richthofen, a Vörös Báró, ez első világháború legeredményesebb vadászpilótája
- Lothar von Richthofen, Manfred öccse
- Ernst Udet pilóta (62 légi győzelem)
- Werner Voss pilóta (48 győzelem)
- Josef Karl Peter Jacobs pilóta (48 győzelem)
- Bruno Loerzer pilóta (44 győzelem)
- Gotthard Sachsenberg pilóta (31 győzelem)
- Kurt Wolff pilóta (33 győzelem)
- Heinrich Kroll pilóta (33 győzelem)
- Max Immelmann pilóta (17 győzelem)
- Oswald Boelcke pilóta (40 győzelem)
- Rudolf Berthold pilóta (44 győzelem)
- Robert Ritter von Greim pilóta (28 győzelem), a második világháborúban tábornagy
- Eduard Ritter von Schleich pilóta (35 győzelem)
- Carl Menckhoff pilóta (39 győzelem)
- Ernst von Hoeppner tábornok, a német légierő parancsnoka
- Theo Osterkamp pilóta (32 győzelem), a második világháborúban szintén lelőtt hat angol repülőgépet

Első világháború (hadsereg)

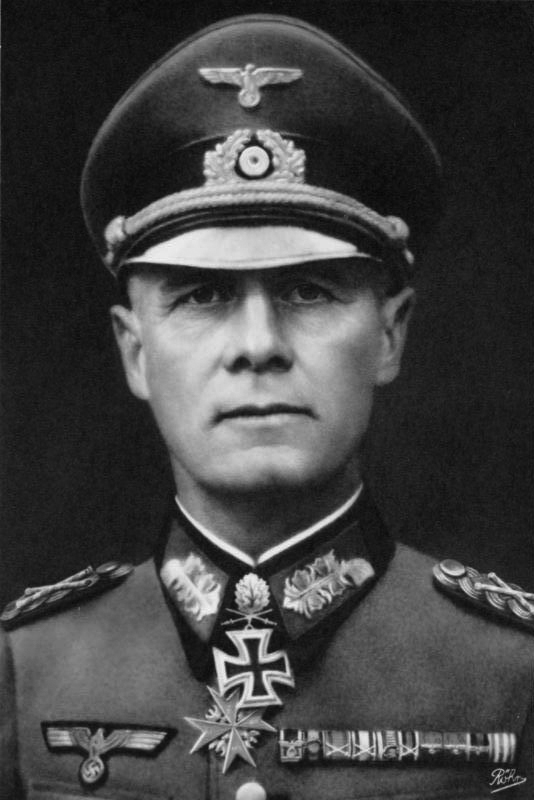
Erwin Rommel

- Erwin Rommel tábornagy, még főhadnagyként kapta a kitüntetést, a második világháború idején az Afrikakorps vezetője
- Paul von Hindenburg tábornagy, később a Német Birodalom elnöke
- Erich Ludendorff gyalogsági tábornok
- Rupprecht bajor koronaherceg, tábornagy
- Werner von Blomberg, későbbi hadügyminiszter
- Fedor von Bock őrnagy
- Erich von Falkenhayn gyalogsági tábornok
- Oskar von Hutier tábornok
- Paul von Lettow-Vorbeck tábornok
- Otto Liman von Sanders tábornok
- Friedrich Karl von Lossberg, tábornok
- August von Mackensen tábornagy
- Helmuth Johannes Ludwig von Moltke vezérezredes, az ifjabb Moltke
- Friedrich Freiherr Kress von Kressenstein tábornok
- Hans von Seeckt tábornok, később a Weimari köztársaság haderejének újjászervezője
- Ernst Jünger hadnagy, ő volt a Pour le Mérite katonai ágának legtovább élő tagja (1998-ban halt meg)
- Ferdinand Schörner hadnagy, tábornagy a második világháborúban

Első világháború (haditengerészet)
- Alfred von Tirpitz, a haditengerészet vezetője
- Reinhard Scheer tengernagy
- Franz von Hipper tengernagy
- Karl August Nerger kapitány
- Karl Friedrich Max von Müller, az Emden kapitánya
- Lothar von Arnauld de la Perière tengeralattjáró-kapitány
- Walther Schwieger tengeralattjáró-kapitány
- Otto Weddigen tengeralattjáró-kapitány
- Friedrich Christiansen tengerészeti vadászpilóta

## Polgári osztály

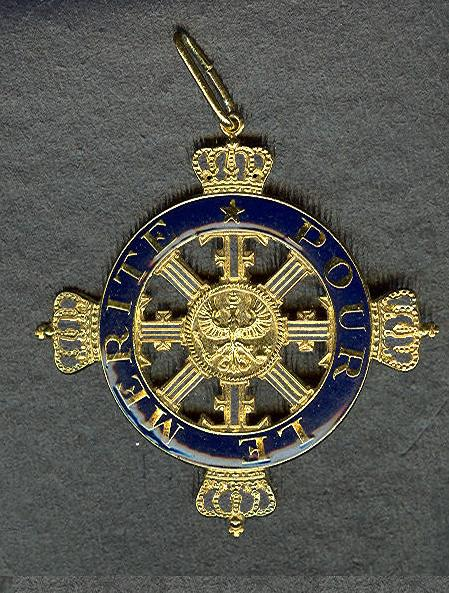
Pour le Mérite, polgári fokozat

Alexander von Humboldt tanácsára IV. Frigyes Vilmos király 1842-ben létrehozta a Pour le Mérite-rend polgári osztályát a tudományos és művészeti élet kiválóságainak (Orden Pour le Mérite für Wissenschaften und Künste). Ebben az évben a németek közül Alexander von Humboldt, Carl Friedrich Gauss, Jacob Grimm, Felix Mendelssohn Bartholdy, Friedrich Wilhelm Joseph Schelling, Christian Leopold von Buch és August Wilhelm Schlegel kapta a kitüntetést. A külföldi jutalmazottak François-René de Chateaubriand, Louis Daguerre, Michael Faraday, Jean Auguste Dominique Ingres és Liszt Ferenc voltak. Ha a rendjel tulajdonosai közül valaki meghalt, a porosz király választotta ki utódját a Művészeti és Tudományos Akadémia által megnevezett három jelölt közül.
A Pour le Mérite későbbi tulajdonosai: Thomas Babington Macaulay (1853), John C. Frémont (1860), Theodor Mommsen (1868), Charles Darwin (1868), Thomas Carlyle (1874), Friedrich Max Müller (1874), Henry Wadsworth Longfellow (1875), William Thomson, azaz Lord Kelvin (1884), Heinrich von Treitschke (1887), Johannes Brahms (1887), Giuseppe Verdi (1887), William Henry Flower és Hubert von Herkomer (1899), Camille Saint-Saëns (1901), Luigi Cremona (1903), John Singer Sargent (1908), Ferdinand von Zeppelin (1910), Otto Lessing (szobrász) (1911), Wilhelm Conrad Röntgen (1911), Sir William Ramsay (1911), Max Planck (1915), és Rudolph Sohm (1916).
A Porosz Királyság 1918-as megszűntével véget ért a rend állami támogatása. Azonban a katonai osztálytól eltérően, a polgári fokozat megmaradt, mert tagjai egy autonóm szervezetként újjáalkották. Újbóli adományozására 1923-tól került sor. Olyanok kapták meg, mint Albert Einstein (1923), Gerhart Hauptmann (1923), Richard Strauss (1924), Wilhelm Furtwängler (1929), Käthe Kollwitz (1929) az első női kitüntetett, vagy Ernst Barlach (1933).
A Harmadik Birodalom idején (1933–45 között) a rendet visszaszervezték az állami kitüntetések rendszerébe, a tagokat pedig felülvizsgálták, a zsidó származású vagy a rezsimmel szemben álló, disszidens jutalmazottakat megfosztották a kitüntetéstől.  Ilyen volt Albert Einstein is, aki a háború utáni rehabilitációt is visszautasította.
1952-ben ismét újraszervezték a rendet, újból független, polgári szervezetként, amely fölött az NSZK elnöke vállalt védnökséget. A Pour le Mérite tagságát 40 német állampolgárban limitálták, tíz-tíz a humán tudományok, természet- és orvostudományok és a művészet területéről. Külföldieknek tiszteletbeli tagság adható, az ő létszámuk is 40 főre van korlátozva.
Az 1952-ben kitüntettek között volt Otto Heinrich Warburg, Otto Hahn, Paul Hindemith, Reinhold Schneider és Emil Nolde. A későbbi jutalmazottak többek között Arthur Compton (1954), Hermann Hesse (1954), Albert Schweitzer (1954), Thomas Mann (1955), Oskar Kokoschka (1955), Carl Orff (1956), Erwin Schrödinger (1956), Thornton Wilder (1956), Karl Schmidt-Rottluff (1956), Werner Heisenberg (1957), Gerhard Ritter (1957), Ludwig Mies van der Rohe (1957), Percy Ernst Schramm (1958), Carl Friedrich von Weizsäcker (1961), Karl Jaspers (1964), Otto Klemperer (1967), Carl Zuckmayer (1967), Henry Moore (1972), Raymond Aron (1973), George F. Kennan (1976), Friedrich Hayek (1977), Karl Popper (1980), Emil Schumacher (1982), Eugène Ionesco (1983), Hans Bethe (1984), Gordon A. Craig (1990), Rudolf Mößbauer (1996), Umberto Eco (1998), Hans Magnus Enzensberger (1999). Wim Wenders (2005), Herta Müller (2021).
A tiszteletbeli tagok között három magyar, Kertész Imre, Kurtág György és Schiff András található.

## Kettős kitüntetettek
Mindössze hárman kapták meg a Pour le Mérite katonai és polgári fokozatát is: az idősebb Helmuth von Moltke, Otto von Bismarck  és Hermann von Kuhl.

## Fordítás
- Ez a szócikk részben vagy egészben  a   Pour le Mérite című angol Wikipédia-szócikk ezen változatának fordításán alapul.  Az eredeti cikk szerkesztőit annak laptörténete sorolja fel. Ez a jelzés csupán a megfogalmazás eredetét és a szerzői jogokat jelzi, nem szolgál a cikkben szereplő információk forrásmegjelöléseként.